# Tyrrhenischer Laubfrosch

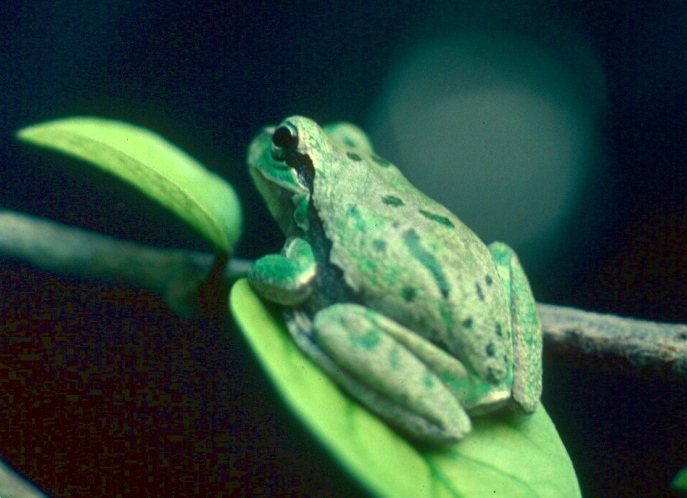
Der Tyrrhenische Laubfrosch hat oberseits eine etwas granulierte Haut, die oft eine dunkle Fleckenzeichnung aufweist

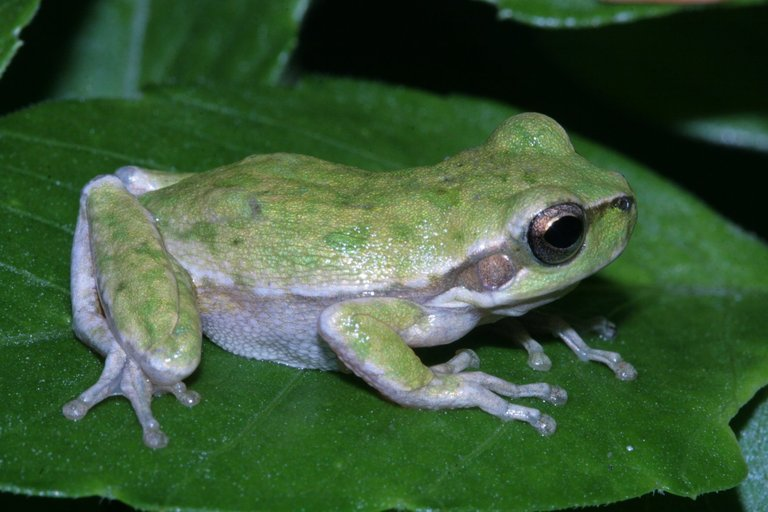
Auf einer intensiv grünen Unterlage sitzend, kann die Rückenfleckung undeutlicher werden. Die Schnauze ist bei dieser Art auffallend kurz

Der Tyrrhenische Laubfrosch (Hyla sarda) ist eine Amphibienart aus der Familie der Laubfrösche und lebt auf den Mittelmeerinseln Sardinien, Korsika, Capraia, Île de Cavallo, Elba und Monte Christo. Bis 1982 wurde die Art noch als Unterart Hyla arborea sarda angesprochen. Erstmals wurde die Art im Jahr 1857 von dem italienischen Naturforscher Edoardo De Betta beschrieben. Der Tyrrhenische Laubfrosch wurde früher von einigen Autoren zur Art Hyla savignyi, dem Kleinasiatischen Laubfrosch gestellt, die mehr im westlichen Asien (z. B. Syrien, Israel) verbreitet ist. Diese systematische Zuordnung hat sich jedoch als falsch erwiesen.

## Verbreitung, Ausbreitung
Eine geografisch isolierte Inselpopulation, wie die von Hyla sarda, entsteht entweder durch menschliche Einbürgerung (Neobiota) oder durch massive geologische Veränderungen. Dass Amphibien auf Treibgut selbständig im offenen Meer liegende Inseln erreichen können, ist nahezu unmöglich, da der Kontakt mit Salzwasser über längere Zeit für diese Artengruppe im Normalfall tödlich ist (Ausnahmen: Rana cancrivora, Bufo viridis). Vermutlich ist Hyla sarda über ehemalige Landbrücken von der nördlichen Hälfte der Apenninhalbinsel aus in die Tyrrhenis vorgedrungen.
Wann die Besiedelung der Tyrrhenis durch die Amphibien tatsächlich stattgefunden hat, ist schwer nachvollziehbar. In diesem Zusammenhang werden unter Geologen verschiedene Modelle diskutiert. Demnach bestanden mehrere Landbrücken mit dem europäischen Festland bis ins frühe Quartär (Geologie). Offensichtlich existierte sogar eine durchgehende Verbindung zwischen der Apenninhalbinsel, über Sizilien bis nach Nordafrika. Als gesichert gilt, dass Sardinien und Korsika nach dem Zusammenbruch der Landbrücken gemeinsam um ca. 45° in Richtung der Apenninhalbinsel (heutiges Italien) „rotiert“ sind, wobei die Rotation Korsikas etwas früher zum Stillstand kam. Vermutlich war während dieser Epoche die indigene Herpetofauna auf den Tyrrhenischen Inseln bereits existent.
Im Tyrrhenischen Meer befinden sich massive tektonische Faltungen und Senkungsfelder (Dislokationen). An dem Serapistempel sowie an weiteren historischen Gebäuden von Pozzuoli lassen sich Hinweise auf die Hebungen und Senkungen der Tyrrhenis selbst in der kurzen Zeit der menschlichen Geschichte deutlich erkennen. Im Norden sowie in der Mitte von Korsika hebt sich die Insel in schwachem Maße noch heute. Auch das schwere Erdbeben vom 6. April 2009 in den Abruzzen (Magnitude 6,3) zeigt, dass diese Region hier nach wie vor in Bewegung ist. Nicht zuletzt stoßen vor Süditalien die beiden Kontinentalplatten Anatolische Platte und Eurasische Platte aufeinander.   
Der Tyrrhenische Laubfrosch ist ein äußerst anpassungsfähiger Froschlurch, der auf den genannten Mittelmeerinseln die verschiedenartigsten Lebensräume besiedelt. So bewohnt der kleine Laubfrosch sowohl die Schilfzonen von Teichen und Bewässerungskanälen als auch die Galeriewälder entlang der Bäche und Flüsse. Auch im Siedlungsbereich findet man ihn gelegentlich. Hier sind die Vorkommen eng an die Existenz von erreichbaren Wasserstellen wie Zisternen oder Brunnen gebunden, selbst Sanitärgebäude auf Zeltplätzen dienen als sommerlicher Landlebensraum. Die Brackwasserbereiche der großen Flussmündungen, z. B. des Stabiacco bei Porto-Vecchio auf Korsika werden von den Tieren allerdings gemieden.